# Brescia Telenord
Brescia Telenord è stata un'emittente televisiva di Brescia fondata nel 1978. La sede si trovava in via Saffi 13/A e il bacino di utenza comprendeva le province di Brescia, Verona e Mantova.

## Storia

### Gli albori
L'emittente nasce il 14 febbraio 1978 per iniziativa della società Acqua Norda e di un gruppo di imprenditori privati e la sua prima sede è in via Rodi a Brescia. Presidente e direttore ne è per dieci anni Franca Calvè (detta "la maionese"), giornalista e socio fondatore. In seguito il controllo dell'emittente passa all'imprenditore locale Pasotti per poi, anni dopo, entrare in fusione con Teletutto. L'emittente irradia i suoi programmi dal canale UHF 60. Il primo palinsesto consiste in un tg locale (Il Giornale), film, telefilm, documentari, le partite del Brescia Calcio e la tv dei ragazzi. Il tg locale si professionalizza e viene denominato Il giornale di Brescia Telenord, seguito da un'anteprima delle notizie de 'Il Sole 24 ore' a seguito di un accordo pilota che verrà negli anni successivi seguito da altre emittenti di tutta Italia. Dopo l'ingresso del giornalista Costanzo Gatta come direttore artistico  l'emittente propone anche la trasmissione 'Operazione Natale', che ottiene un grande seguito, vara il non stop delle trasmissioni nel fine settimana, la rubrica Fatti, fattacci e fatterelli, il gioco Indovina la voce, le rubriche Taccuino di Brescia, L'estetista e Telenord Sport. successivamente verranno trasmesse anche le partite del Lumezzane Calcio.

### La fusione con Teletutto e il nuovo scioglimento
Nel 1985, insieme a Teletutto, dà vita alla società di gestione Sogetel, ma tale unione non ha fortuna: già nel 1986 vi è una scissione.
Negli anni Novanta, Telenord viene rilevata da Editoriale Bresciana, editrice del Giornale di Brescia che nel frattempo ha anche acquisito Teletutto.

### Gli ultimi anni
Nel nuovo millennio, tramite un accordo con SAT2000 (ora TV2000), Telenord propone i programmi di questo circuito (il Tg 2000, documentari e sceneggiati prodotti dalla Rai, Il grande Talk e Formato Famiglia).
Brescia Telenord propone comunque anche una propria programmazione con quattro edizioni de Il giornale di Brescia Telenord, una rassegna stampa mattutina, gli incontri di calcio di Brescia Calcio, Lumezzane, Carpenedolo e Montichiari, le rubriche sportive Ciclismo oggi e La fortuna fa 90 (condotta da R. Bresciani).
Dall'ottobre 2011, l'emittente assume la denominazione TT2 - TeleTutto e viene trasmessa all'interno del MUX digitale di Teletutto.